# Labatie-d’Andaure
Labatie-d’Andaure ein Dorf in den östlichen Ausläufern des Zentralmassivs und eine französische Gemeinde im Département Ardèche in der Region Auvergne-Rhône-Alpes. Sie grenzt im Nordwesten an Saint-Jeure-d’Andaure, im Norden an Lafarre (Berührungspunkt), im Nordosten und Osten an Nozières und im Süden und Südwesten an Désaignes.

## Weblinks

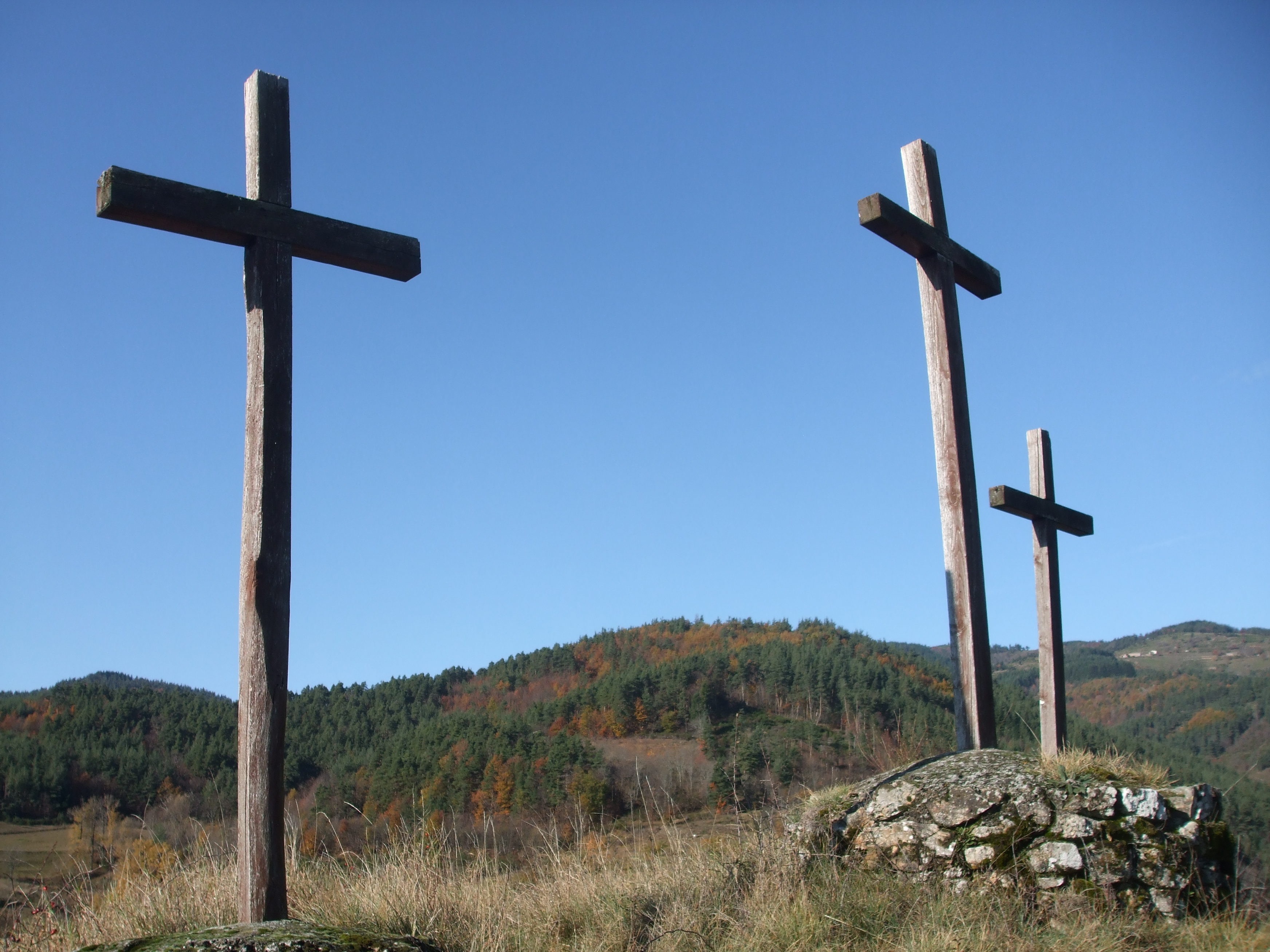
An verschiedenen Orten in Labatie-d’Andaure stehen Flurkreuze.

## Bevölkerungsentwicklung
| Jahr                       | 1962 | 1968 | 1975 | 1982 | 1990 | 1999 | 2008 | 2014 |
| -------------------------- | ---- | ---- | ---- | ---- | ---- | ---- | ---- | ---- |
| Einwohner                  | 614  | 382  | 307  | 256  | 203  | 204  | 197  | 217  |
| Quellen: Cassini und INSEE |      |      |      |      |      |      |      |      |